# Luca Martinelli (calciatore)
Luca Martinelli (Milano, 20 dicembre 1988) è un calciatore italiano, difensore dell'Audace Cerignola.

## Caratteristiche tecniche
È un difensore centrale, capace di giocare come braccetto di destra in una difesa a tre; dotato di ottime doti tecniche, è abile nei lanci lunghi.

## Carriera

### Esperienze a Lecco, Mezzocorona e Cittadella
Dopo aver giocato Serie C1 e C2 con Lecco e Mezzocorona, il 4 luglio 2011 passa al Cittadella in Serie B con cui disputa una stagione e mezza in Serie B con 39 presenze.

### Juve Stabia ed Empoli
Nel gennaio 2013 passa alla Juve Stabia, sempre in Serie B. Termina la stagione con 15 presenze ed un gol, siglato il 4 maggio 2013 in occasione di Cesena-Juve Stabia, terminata poi 3-1 per i padroni di casa. Il 27 agosto 2013 viene annunciata l'acquisizione di metà cartellino da parte del Chievo; rimasto inizialmente alla Juve Stabia, il 30 gennaio 2014 viene ceduto all'Empoli.

### Prestito al Novara e promozione in Serie B
Nel estate del 2014 passa in prestito al Novara dove conquista la promozione in Serie B, vincendo il girone A di Lega Pro.

### Rientro ad Empoli e trasferimento al Messina
Rientrato all'Empoli, il 23 agosto 2015 esordisce in Serie A in occasione della sconfitta interna contro il Chievo. Il 7 settembre viene ufficializzato il suo trasferimento a titolo definitivo al Messina, formazione del girone C di Lega Pro. Il 25 novembre seguente rinnova col club peloritano fino al 2018.

### Trasferimento al Foggia e conquista della promozione in Serie B
Il 10 luglio 2016 viene ufficializzato il suo passaggio al Foggia, società con la quale conquista la Supercoppa di Lega Pro e ottiene la promozione in Serie B. Nelle due stagioni successive nella serie cadetta colleziona 50 presenze segnando 2 reti.

### Passaggio al Catanzaro
Il 17 luglio 2019 passa al Catanzaro con cui firma un contratto di tre anni e di cui diventa capitano.
Nel corso della stagione 2021-2022 rinnova il proprio contratto con la società calabrese fino al 2023.
Nella stagione 2022-2023 raggiunge le 100 presenze con la maglia del Catanzaro e ottiene la promozione in Serie B vincendo il campionato con cinque giornate d'anticipo, riportando così la squadra calabrese nella serie cadetta dopo diciassette anni.
Al termine della stagione, lascia i giallorossi dopo quattro anni e passa a titolo definitivo al Audace Cerignola.

## Statistiche

### Presenze e reti nei club
Statistiche aggiornate al 28 maggio 2025.
| Stagione                | Squadra                 | Campionato              | Campionato | Campionato | Coppe nazionali | Coppe nazionali | Coppe nazionali | Coppe continentali | Coppe continentali | Coppe continentali | Altre coppe | Altre coppe | Altre coppe | Totale | Totale |
| Stagione                | Squadra                 | Comp                    | Pres       | Reti       | Comp            | Pres            | Reti            | Comp               | Pres               | Reti               | Comp        | Pres        | Reti        | Pres   | Reti   |
| ----------------------- | ----------------------- | ----------------------- | ---------- | ---------- | --------------- | --------------- | --------------- | ------------------ | ------------------ | ------------------ | ----------- | ----------- | ----------- | ------ | ------ |
| 2007-2008               | Lecco                   | C1                      | 0          | 0          | CI-C            | 0               | 0               | -                  | -                  | -                  | -           | -           | -           | 0      | 0      |
| 2008-gen. 2009          | Lecco                   | C1                      | 4          | 0          | CI-LP           | 0               | 0               | -                  | -                  | -                  | -           | -           | -           | 4      | 0      |
| gen.-giu. 2009          | Mezzocorona             | 2D                      | 12         | 0          | -               | -               | -               | -                  | -                  | -                  | -           | -           | -           | 12     | 0      |
| 2009-2010               | Lecco                   | 1D                      | 5          | 0          | CI-LP           | 0               | 0               | -                  | -                  | -                  | -           | -           | -           | 5      | 0      |
| 2010-2011               | Lecco                   | 2D                      | 26         | 1          | CI-LP           | 0               | 0               | -                  | -                  | -                  | -           | -           | -           | 26     | 1      |
| Totale Lecco            | Totale Lecco            | Totale Lecco            | 35         | 1          |                 | 0               | 0               |                    | -                  | -                  |             | -           | -           | 35     | 1      |
| 2011-2012               | Cittadella              | B                       | 28         | 1          | CI              | 2               | 1               | -                  | -                  | -                  | -           | -           | -           | 30     | 2      |
| 2012-gen. 2013          | Cittadella              | B                       | 11         | 0          | CI              | 0               | 0               | -                  | -                  | -                  | -           | -           | -           | 11     | 0      |
| Totale Cittadella       | Totale Cittadella       | Totale Cittadella       | 39         | 1          |                 | 0               | 0               |                    | -                  | -                  |             | -           | -           | 41     | 2      |
| gen.-giu. 2013          | Juve Stabia             | B                       | 15         | 1          | -               | -               | -               | -                  | -                  | -                  | -           | -           | -           | 15     | 1      |
| 2013-gen. 2014          | Juve Stabia             | B                       | 12         | 0          | CI              | 2               | 0               | -                  | -                  | -                  | -           | -           | -           | 14     | 0      |
| Totale Juve Stabia      | Totale Juve Stabia      | Totale Juve Stabia      | 27         | 1          |                 | 2               | 0               |                    | -                  | -                  |             | -           | -           | 29     | 1      |
| gen.-giu. 2014          | Empoli                  | B                       | 0          | 0          | -               | -               | -               | -                  | -                  | -                  | -           | -           | -           | 0      | 0      |
| 2014-2015               | Novara                  | LP                      | 24         | 0          | CI-LP           | 0               | 0               | -                  | -                  | -                  | SC-LP       | 0           | 0           | 24     | 0      |
| lug.-set. 2015          | Empoli                  | A                       | 1          | 0          | CI              | 1               | 0               | -                  | -                  | -                  | -           | -           | -           | 2      | 0      |
| Totale Empoli           | Totale Empoli           | Totale Empoli           | 1          | 0          |                 | 1               | 0               |                    | -                  | -                  |             | -           | -           | 2      | 0      |
| set. 2015-2016          | Messina                 | LP                      | 26         | 1          | -               | -               | -               | -                  | -                  | -                  | -           | -           | -           | 26     | 1      |
| 2016-2017               | Foggia                  | LP                      | 28         | 1          | CI+CI-LP        | 2+3             | 0               | -                  | -                  | -                  | SC-LP       | 2           | 0           | 35     | 1      |
| 2017-2018               | Foggia                  | B                       | 21         | 2          | CI              | 2               | 0               | -                  | -                  | -                  | -           | -           | -           | 23     | 2      |
| 2018-2019               | Foggia                  | B                       | 29         | 0          | CI              | 1               | 0               | -                  | -                  | -                  | -           | -           | -           | 30     | 0      |
| Totale Foggia           | Totale Foggia           | Totale Foggia           | 78         | 3          |                 | 8               | 0               |                    | -                  | -                  |             | 2           | 0           | 88     | 3      |
| 2019-2020               | Catanzaro               | C                       | 28+2       | 1          | CI+CI-C         | 2+3             | 0               | -                  | -                  | -                  | -           | -           | -           | 35     | 1      |
| 2020-2021               | Catanzaro               | C                       | 29         | 1          | CI              | 2               | 1               | -                  | -                  | -                  | -           | -           | -           | 31     | 2      |
| 2021-2022               | Catanzaro               | C                       | 24+4       | 2          | CI+CI-C         | 2+3             | 0               | -                  | -                  | -                  | -           | -           | -           | 33     | 2      |
| 2022-2023               | Catanzaro               | C                       | 31         | 3          | CI              | 0               | 0               | -                  | -                  | -                  | SC-C        | 2           | 0           | 33     | 3      |
| Totale Catanzaro        | Totale Catanzaro        | Totale Catanzaro        | 112+6      | 7          |                 | 12              | 1               |                    | -                  | -                  |             | 2           | 0           | 132    | 8      |
| 2023-2024               | Audace Cerignola        | C                       | 16+2       | 0          | CI-C            | 0               | 0               | -                  | -                  | -                  | -           | -           | -           | 18     | 0      |
| 2024-2025               | Audace Cerignola        | C                       | 23+4       | 1          | CI-C            | 1               | 0               | -                  | -                  | -                  | -           | -           | -           | 28     | 1      |
| Totale Audace Cerignola | Totale Audace Cerignola | Totale Audace Cerignola | 39+6       | 1          |                 | 1               | 0               |                    | -                  | -                  |             | -           | -           | 46     | 1      |
| Totale carriera         | Totale carriera         | Totale carriera         | 405        | 15         |                 | 27              | 3               |                    | -                  | -                  |             | 4           | 0           | 436    | 18     |

## Palmarès

### Club

#### Competizioni nazionali
- Lega Pro: 2

Novara: 2014-2015 (Girone A)
Foggia: 2016-2017 (Girone C)
- Supercoppa di Lega Pro: 2

Novara: 2015
Foggia: 2017
- Serie C: 1

Catanzaro: 2022-2023 (Girone C)
- Supercoppa Serie C: 1

Catanzaro: 2023